# Catalog de Internet
Un catalog de Internet sau catalog web (în engleză: Web directory) este un catalog de resurse de pe Internet, fiind specializat în legături (hiperlinkuri) către alte situri și categorisirea acestora. Cataloagele de Internet permit webmaster-ilor să indice un sit nou spre a fi adăugat drept resursă într-o categorie relevantă.
Un catalog de Internet nu este un motor de căutare și nu se bazează pe cuvinte cheie, ci afișează rezultate în funcție de categorii și subcategorii.
Un director web, este un site web cu o listă de site-uri clasificate.
Clasificarea este de obicei structurata pe categorii, destinate să acopere toate sau o parte din interesele vizitatorilor. Fiecare categorie conține:
subcategorii pentru aspecte mai avansate ale unui subiect dat;
de hyperlink-uri către site-uri, completate de o descriere.

## Informații generale
Cele mai multe cataloage de Internet cuprind majoritatea categoriilor, regiunilor și limbilor. Dar există și cataloage specializate pe o anumită categorie, regiune sau limbă.
Exemple de cataloage generale, bine stabilite sunt Yahoo! Directory și Open Directory Project (ODP). ODP a ajuns cel mai bine cotat catalog, datorită atât numărului mare de categorii și subcategorii, cât și a numărului uriaș de resurse conținute. De remarcat este faptul că, înainte de a fi adăugat, fiecare sit web este analizat de un editor voluntar. Ambele cataloage menționate au fost închise.
Cataloagele web se pot ele însele cataloga în funcție de tipul și modalitatea de adăugare a unui sit, astfel:
- Cataloage gratuite - pentru a putea fi adăugat un sit nu se percepe nicio taxă
- Linkuri reciproce - situl care urmează să fie adăugat trebuie să conțină un link către directorul care umează să-l afișeze
- Cataloage cu plată - pentru adăugarea unei resurse se percepe o taxă de recenzie

Ideea de bază a cataloagelor web este aceea că spre deosebire de motoarele de căutare, în cazul lor, este implicată discreția editorială.